# 谷口舞
谷口 舞（たにぐち まい、1990年11月2日 - ）は、日本の元子役。東京都 渋谷区出身。「舞」名義で活動していた時期あり。

## 出演

### テレビドラマ
- プライベート・アクトレス（1998年、日本テレビ）
- 恋の奇跡（1999年、テレビ朝日） - 後藤初音(幼少期) 役
- 君の手がささやいている 第三章（1999年、テレビ朝日） - 野辺千鶴 役
- 果つる底なき（2000年、フジテレビ） - 伊木明日香 役
- 愛をください（2000年、フジテレビ） - 遠野李理香(幼少期) 役
- 君の手がささやいている 第四章（2000年、テレビ朝日） - 野辺千鶴 役
- 君の手がささやいている 最終章（2001年、テレビ朝日） - 野辺千鶴 役

### 映画
- モスラ3（1998年公開）
- 守ってあげたい!（2000年公開）
- 多摩川少女戦争（2002年公開） - のぞみ 役
- カタルシス（2003年公開） - まひる 役

### その他のテレビ番組
- 英語であそぼ（1998年11月 - 1999年1月、 NHK）